# Partula faba
Partula Faba
Espèce
Statut de conservation UICN

EX : Éteint
Partula faba est une espèce d'escargot terrestre appartenant à la famille des Partulidae. Endémique à la Polynésie française, cette espèce est maintenant éteinte à l'état sauvage.

## Répartition
Partula faba était endémique des forêts à Raiatea et Tahaa, en Polynésie française.

## Extinction
Les populations de Partula faba sont en déclin à partir de l'introduction de Euglandina rosea sur les îles dans les années 1980. Aucun individu n'est observé dans la nature depuis 1992.
À partir de 1996, l'espèce est considérée éteinte à l'état sauvage, jusqu'à la mort du dernier individu en captivité en 2016.